# Trolltunga

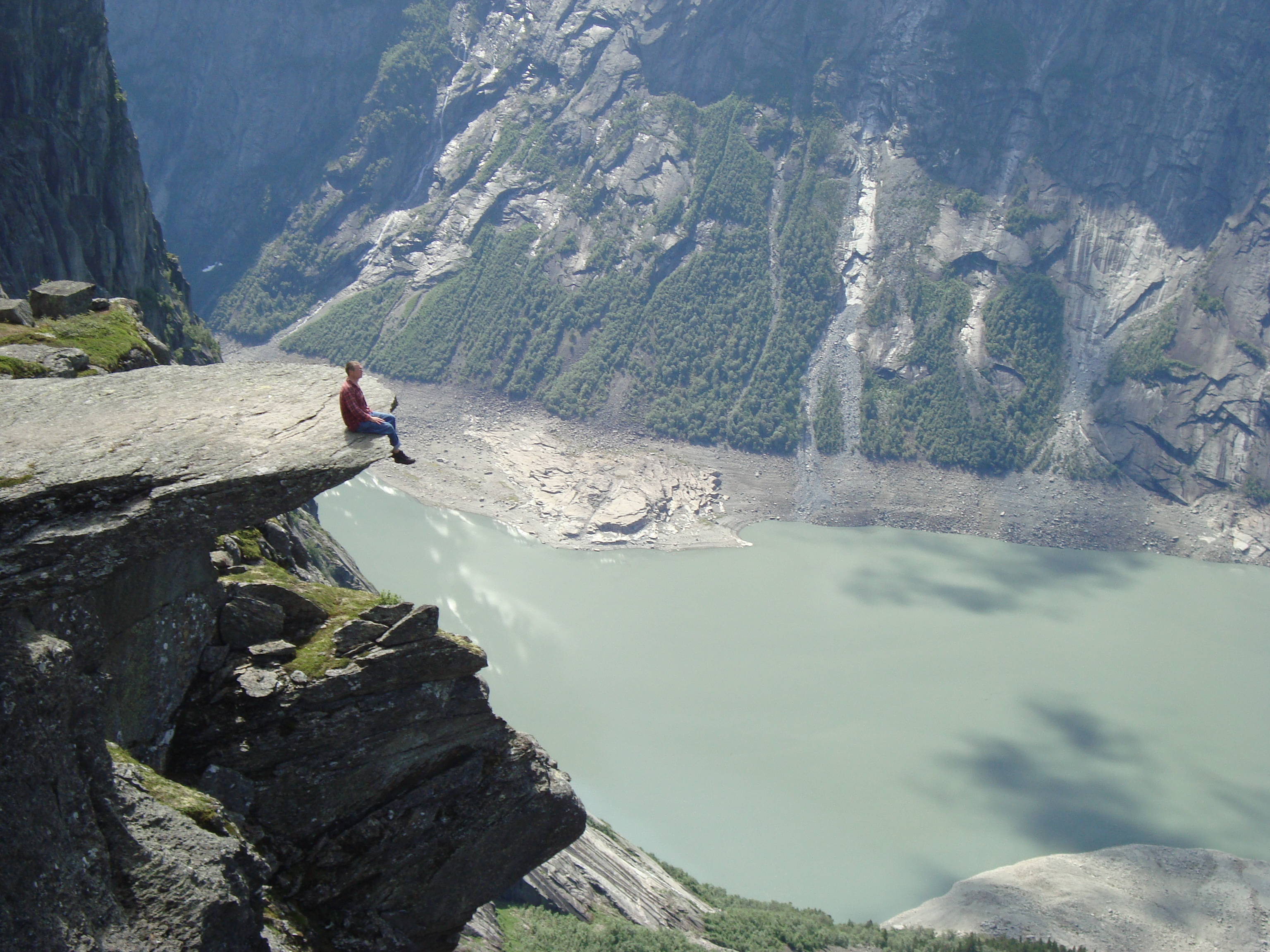
Vista do Trolltunga.

Trolltunga (em norueguês significa literalmente "língua do troll") é uma formação rochosa no sudoeste da Noruega, com um desnível de várias centenas de metros sobre as águas do Ringedalsvatnet, um lago do condado de Hordaland, a este-sudeste de Bergen. O Trolltunga fica a 17 km de Odda e a 190 km a leste de Bergen.
A falésia domina os vales da região de Hardangervidda e está rodeada de cumes montanhosos que ultrapassam os 1500 m de altitude.
O local é muito frequentado por turistas e acessível por automóvel. A partir do estacionamento começa um caminho pedonal. Cerca de 40 000 pessoas por ano visitam o local, sobretudo no verão. Apesar de não existirem barreiras de segurança junto à falésia, apenas se registou uma morte no local: uma turista australiana caiu do Trolltunga em setembro de 2015.